# Nata libera (film)
Nata libera (Born Free) è un film del 1966 diretto da James Hill.
Il soggetto è tratto dal romanzo omonimo di Joy Adamson.

## Trama
George Adamson e sua moglie Joy sono due naturalisti britannici che vivono in Kenya.
Un giorno i due coniugi sono costretti a uccidere una coppia di leoni mangiatori di uomini, accorgendosi poi che la leonessa aveva dei cuccioli. I leoncini vengono quindi allevati dalla famiglia Adamson e successivamente portati in uno zoo, tranne Elsa, una leonessa a cui Joy è particolarmente affezionata. Divenuta adulta, i due coniugi comprendono che non potranno, per ovvi motivi, tenerla ancora come un animale domestico, ma si accorgono che la leonessa oramai addomesticata non è più in grado di vivere nella natura selvaggia e che quindi l'unica alternativa rimane chiuderla in uno zoo. Solo l'ostinazione e la caparbietà di Joy garantiranno al grosso felino un graduale e pieno reinserimento nel suo habitat naturale.

## Riconoscimenti
- 1967 - Premio Oscar
  - Miglior colonna sonora a John Barry
  - Miglior canzone (Born Free) a John Barry e Don Black
- 1967 - Golden Globe
  - Nomination Miglior film drammatico
  - Nomination Miglior attrice in un film drammatico a Virginia McKenna
  - Nomination Miglior canzone (Born Free) a John Barry e Don Black